# Isle Castle

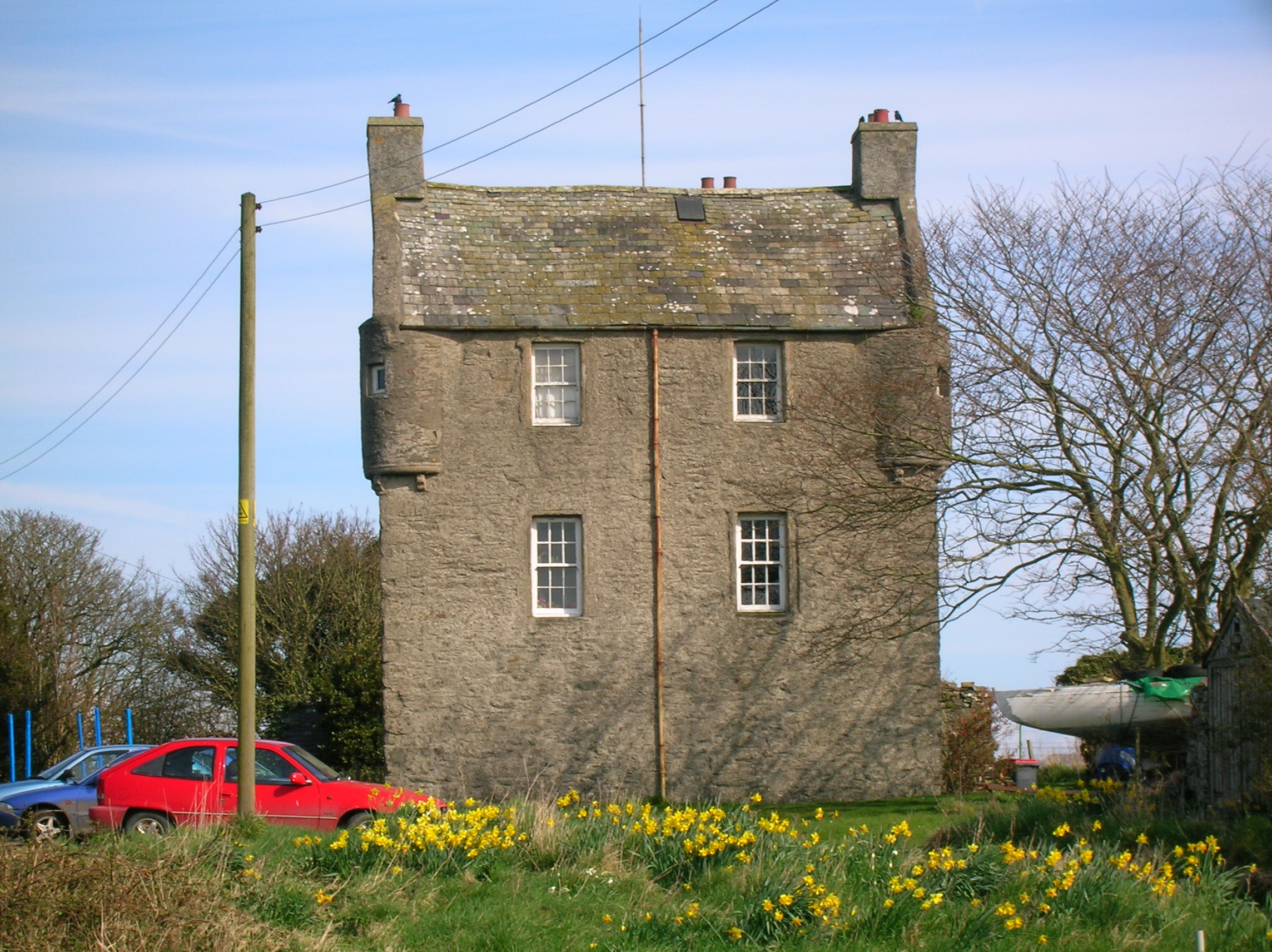
Isle Castle

Isle Castle, auch Isle of Whithorn Castle, ist ein Tower House in der schottischen Ortschaft Isle of Whithorn in der Council Area Dumfries and Galloway. 1972 wurde das Bauwerk in die schottischen Denkmallisten aufgenommen und 1993 in die höchste Denkmalkategorie A hochgestuft.

## Beschreibung
Isle Castle wurde im Jahre 1674 durch Patrick Houston und dessen Ehefrau Margaret Gordon erbaut. Damit zählt es zu den sehr spät errichteten Tower Houses und ist auch aus diesem Grund von architekturhistorischem Interesse. Es liegt im Zentrum der Küstenortschaft Isle of Whithorn. In der Mitte des 18. sowie im frühen 19. Jahrhundert wurde der Wehrturm überarbeitet.
Das Bauwerk weist einen L-förmigen Grundriss mit Schenkellängen von 9,8 m beziehungsweise 9,0 m auf. Mit diesen Maßen ist das dreistöckige Isle Castle verhältnismäßig klein dimensioniert. Das Mauerwerk besteht aus Bruchstein. Zwischenzeitlich waren die Fassaden mit Harl verputzt. Dieser wurde jedoch wieder entfernt, um den ursprünglichen Charakter wiederherzustellen. Das Eingangsportal befindet sich an dem Treppenturm im Gebäudeinnenwinkel, der im 18. Jahrhundert hinzugefügt wurde. Darüber sind die Initialen der Erbauer sowie das Baujahr in einer Plakette verewigt.
Entlang der zwei Achsen weiten Südfassade sind zwölfteilige Sprossenfenster verbaut. An den Gebäudekanten kragen zwei Erker aus. Das abschließende Satteldach ist mit Schiefer eingedeckt. Ein Giebel ist als Staffelgiebel gearbeitet. Ein flacher Anbau wurde später hinzugefügt.